# Xanthorhoe abditaria
Xanthorhoe abditaria är en fjärilsart som beskrevs av Herrich-Schäffer 1855. Xanthorhoe abditaria ingår i släktet Xanthorhoe och familjen mätare. Inga underarter finns listade i Catalogue of Life.